# Craigia yunnanensis
Craigia yunnanensis är en malvaväxtart som beskrevs av William Wright Smith och W.E. Evans. Craigia yunnanensis ingår i släktet Craigia och familjen malvaväxter. Inga underarter finns listade i Catalogue of Life.